# Анрі Намфі
Анрі Намфі (фр. Henri Namphy; 2 листопада 1932 — 26 червня 2018) — після повалення влади Жана-Клода Дювальє, сина диктатора Франсуа Дювальє став президентом Гаїті і очолював країну з 1986 по 1988 рік.